# Teatro Tenda
Il Teatro Tenda è stato un teatro attivo a Roma dal 1976 al 1986.

## Gli esordi
La prima idea del Teatro Tenda nasce nel 1973, nel periodo in cui a Roma è attivo il dibattito sul decentramento teatrale, che propugna l'idea del trasferimento dell'attività teatrale dal centro storico alle periferie.
L'impresario Carlo Molfese pensa ad una serie di spettacoli da allestire sotto un tendone da circo, una struttura itinerante che si sposti nei diversi quartieri di Roma. In questo progetto Molfese coinvolge Pippo Baudo e Lino Banfi, con i quali mette in scena i primi due spettacoli. Il repertorio è quello del varietà e della commedia brillante. In questa prima fase, la struttura prende il nome di Teatro Tenda sotto casa.
L'anno successivo, il 1974, va in scena Baci, promesse, carezze, lusinghe, illusioni, ancora un varietà, interpretato da Aldo Fabrizi. Il 1975 è l'anno in cui inizia a prendere forma il progetto del Teatro Tenda, così come si affermerà nei dieci anni seguenti. Molfese intuisce l'opportunità di spostarsi verso un repertorio che non sia solo quello della pur nobile tradizione del varietà e porta in scena dapprima Dario Fo con Mistero Buffo e successivamente il Masaniello di Elvio Porta e Armando Pugliese, con Angela Pagano, Mariano Rigillo e Lina Sastri. L'ampio successo di pubblico riscosso dai due spettacoli conferma la bontà dell'intuizione e dà il via al progetto del Teatro Tenda vero e proprio che, per prima cosa, smette di essere itinerante e acquisisce una sede fissa: piazza Antonio Mancini, nel quartiere Flaminio.

## A Piazza Mancini
Il Teatro Tenda di piazza Mancini viene ufficialmente inaugurato il 12 ottobre 1976. Il tendone rosso e blu misura 40 metri x 30 e conta 2200 posti tra gradinate e sedie di platea. Il biglietto ha un costo medio di duemila lire. Non esistono né prenotazione, né posti numerati.
Il repertorio del Tenda, così come viene familiarmente chiamato, inizia a delinearsi come un'esplorazione globale del 'fare teatro' contemporaneo. Generi, autori, accademie, avanguardie: con una ricognizione a 360°, nei circa dieci anni della sua attività, il Teatro Tenda accompagna il pubblico romano (e, attraverso le frequenti riprese televisive, anche quello italiano) attraverso il musical, il dramma, la commedia, le danze folkloristiche, il circo, il balletto, la canzone leggera, l'operetta, il concerto rock, il melodramma.
Il primo spettacolo ad andare in scena è Rocco Scotellaro, un excursus sull'opera del poeta lucano, messo in scena da Nicola Saponaro e interpretato da Bruno Cirino. Subito dopo è la volta di Carmelo Bene diretto da Aldo Trionfo in Faust - Marlowe burlesque. Al termine delle repliche del Faust, Carlo Molfese insiste per avere il nuovo spettacolo di Gigi Proietti; dopo un primo momento di esitazione dovuto al grande spazio teatrale, Proietti va in scena per una settimana con ampio riscontro di pubblico, e lascia poi il posto a uno spettacolo di Herbert Pagani, Pitture e Megalopolis, già fissato in calendario.
Il 1977 si apre con la ripresa dello spettacolo di Gigi Proietti, A me gli occhi, please!, che resta in cartellone per quattro mesi consecutivi e costituisce, con oltre 250.000 spettatori, uno dei più grandi successi del teatro italiano d'ogni tempo. A me gli occhi, please!, oltre al personale successo di Proietti, rappresenta la definitiva affermazione del Tenda presso il pubblico romano.

## Quelli del 'Teatro Tenda'...
Nell'atmosfera tutta particolare che caratterizza il Tenda, può accadere ormai di trovarsi seduti tra lo studente di liceo, il ministro e l'attore famoso. Il teatro diviene il punto di riferimento di una movida romana ante - litteram e abituali frequentatori sono stati, tra tanti, Eduardo De Filippo, Federico Fellini e Vittorio Gassmann. Spesso si affacciavano uomini politici e imprenditori, da Enrico Berlinguer a Gianni Agnelli. Una sorta di club, di laboratorio teatrale in progress, o, per certi aspetti, quasi una factory warholiana trapiantata a Roma tanto che i protagonisti di quella stagione (attori, maestri, buttafuori, tecnici, pubblico e comparse) saranno poi definiti, quasi come un gruppo vincolato da misteriosi legami, "quelli del Teatro Tenda".
Dopo l'avvio con lo spettacolo di Gigi Proietti, il 1977 prosegue con lo one man show di Vittorio Gassmann dal titolo Sette giorni all'asta, seguito dalla messa in scena di Affabulazione di Pier Paolo Pasolini che lo stesso Gassmann dirige e interpreta.
Carlo Molfese, intanto, con la consulenza di Andrés Neumann, cura la prima Rassegna internazionale di teatro popolare, il cui programma copre l'intera stagione estiva. La manifestazione si ripete nelle estati seguenti e vede susseguirsi attraverso gli anni lo statunitense Jango Edwards, i colombiani de La Candelaria, il giapponese Tadashi Suzuki (che allestisce Le Troiane di Euripide), il francese Jerome Savary con Le Grand Magic Circus, il polacco Jasiński con Il Maestro e Margherita di Bulgakov, il San Francisco Mime Troup, Pierre Constant e Les Troubadors, il Teatro Campesino di Luis Valdez, Tadeusz Kantor e il Cricot 2 di Cracovia, Le Cirque Imaginaire di Jean Baptiste Thierrée e Victoria Chaplin e innumerevoli altre compagnie.
Sul finire del 1977 approda al Teatro Tenda un non ancora popolarissimo Renato Zero con lo spettacolo Zerofobia. Il senso di ciò che rappresenta il Teatro Tenda al termine del suo primo anno di attività viene efficacemente riassunto da una frase estrapolata da un articolo che il giornalista Roberto De Monticelli scrive su Il Corriere della sera il 13 novembre 1977: "C'erano proprio tutti l'altra sera sotto la tenda di piazza Mancini: élite e massa".
Ormai definitivamente radicatosi nella realtà culturale italiana, il Teatro Tenda prosegue negli anni successivi un'intensa attività.
Nel 1978 va in scena Lieta serata con Eduardo e i suoi compagni d'arte, 'spettacolo-evento' trasmesso in diretta dalla Rai, dove il gotha dello spettacolo italiano omaggia l'anziano maestro. Intorno a Eduardo De Filippo, infatti, si avvicendano sul palco Peppe Barra, Isa Danieli, Ferruccio De Ceresa, Carla Fracci, Pupella Maggio, Marcello Mastroianni, Mario Scaccia, Monica Vitti, e tanti altri. Tra il 1978 e il 1979 l'attività del Tenda prosegue, per citarne solo alcuni, con La gatta Cenerentola di Roberto De Simone; L'avaro di Molière, portato in scena da Mario Scaccia; una rivisitazione del varietà farsesco con Isso, issa e 'o malamente, con Vittorio Marsiglia; il Cyrano con Domenico Modugno; il ritorno di Dario Fo e il successo del trio La Smorfia con Lello Arena, Enzo De Caro e Massimo Troisi.
Il 16 dicembre 1979, però, una violenta grandinata abbatte il tendone causando danni molto rilevanti. L'attività del teatro viene forzatamente sospesa per alcuni mesi. Un primo stanziamento arriva dal Comune di Roma, poi Eduardo De Filippo decide di replicare per alcune settimane Il berretto a sonagli di Luigi Pirandello e devolve l'incasso delle rappresentazioni per la ricostruzione del teatro. Il gesto del patriarca del teatro italiano spiega eloquentemente il significato che l'attività del Teatro Tenda aveva acquisito in quegli anni.
Dario Fo inaugura il tendone ricostruito e nella stagione teatrale 1980-81, oltre a lui, tra gli altri, si avvicendano sul palcoscenico del Tenda Marcel Marceau, Leopoldo Mastelloni, di nuovo Thierrée e Victoria Chaplin (con Oona, mamma di Victoria, vedova di Charlie Chaplin e figlia di Eugene O'Neill, più volte ospite in platea); la compagnia statunitense di Ain't Misbehavin', musical costruito sulle note di Fats Waller; i Giancattivi di Athina Cenci, Alessandro Benvenuti e Francesco Nuti; Luca De Filippo con Pulicenella cà và truvanno 'a furtuna soja pe' Napule; la Compagnia nazionale di danze folkloristiche dell'Urss con lo spettacolo Beriotzka e il musical Forza venite gente, scritto da Mario Castellacci.
Nella stagione 1982-83 vanno in scena (per indicare, ancora una volta, solo un sommario elenco) Aldo e Carlo Giuffré in I casi sono due di Armando Curcio; Fiorenzo Fiorentini in Anfitrione di Plauto; Nino Taranto e Luisa Conte in 'A morte 'e Carnevale di Raffaele Viviani; Dario Fo in Mistero Buffo e Morte accidentale di un anarchico; Roberto Benigni in Tuttobenigni; il milanese Piero Mazzarella in Donn e guai finissen mai di Emilio Caglieri; Andrea Camilleri che cura la regia di U Ciclopu di Pirandello tratto da Euripide; Anita Durante ed Enzo Liberti, celebrati interpreti del teatro romanesco, in Caro Venanzio te scrivo questa mia...; Franca Rame in Tutta casa, letto e chiesa.
Un capitolo a parte è rappresentato dagli spettacoli di musica pop che accompagnano i cartelloni del Teatro Tenda in tutti gli anni della sua attività. Sotto il tendone passano, negli anni, interpreti come Gianni Morandi e il Coro degli Angeli il 1° maggio 1983, Ornella Vanoni e Gino Paoli (che ripropone il repertorio di Piero Ciampi), cantautori come Lucio Dalla e Francesco De Gregori, giovani leve come Stefano Rosso e Loredana Bertè, gruppi come i New Trolls, interpreti popolari come Mario Merola ed il gruppo heavy metal britannico degli Iron Maiden.

## L'ultima stagione
Il 1982-83 è forse l'ultima grande stagione del Teatro Tenda. Nel 1984 l'intera stagione si regge praticamente su un nuovo spettacolo di Dario Fo e sulle repliche di Forza venite gente.
È passato un decennio ed è cambiato il quadro politico del Paese. Si è esaurita la spinta propositiva del movimento del '77 e con essa i 'riti' di partecipazione collettiva a cui giovani e meno giovani erano abituati. La stampa, già da qualche anno, parla di "riflusso nel privato". In qualche modo anche il rapporto tra il pubblico e il Tenda subisce un cambiamento. Molfese, da fine impresario, precorre i tempi e, percependo l'aria che cambia, passa la gestione del teatro ad una nuova società. Un paio di stagioni che non lasciano traccia e il Tenda conclude la sua avventura.
Nel 2006 viene dato alle stampe un libro che ripercorre la storia del 'Teatro Tenda'. Tra le testimonianze contenute nel volume è significativa quella del sindaco di Roma, Walter Veltroni, che riconosce il ruolo straordinario che il Tenda ha avuto nella capitale, precorrendo e facendo in qualche modo da 'apripista' a esperienze e istituzioni che vedranno la luce in anni successivi: "Se non ci fosse stato il Teatro Tenda di Piazza Mancini - dichiara Veltroni -  non ci sarebbe stato l'Auditorium Parco della Musica, né le case del cinema, del teatro, della letteratura, del jazz che animano la vita culturale romana".
Nel corso degli anni e fino a tutt'oggi, in varie parti d'Italia e nella stessa Roma, sono sorte tensostrutture a carattere stabile o più o meno provvisorio che talvolta hanno preso il nome di 'Teatro Tenda'. Nessuna di queste strutture è in qualsiasi modo legata alla storia del 'Teatro Tenda' romano di piazza Antonio Mancini.
Il 19 Aprile 2016 il Comune di Roma con delibera del Consiglio del II Municipio decide di apporre una targa a Piazza Mancini per ricordare la presenza e la attività del Teatro Tenda e la significativa valenza culturale e sociale nel contesto cittadino, regionale, nazionale e internazionale. Questa iniziativa non è mai stata realizzata.

## Filmografia
Nel film Borotalco di Carlo Verdone, del 1981, il Teatro Tenda appare in diverse sequenze come il luogo in cui si tiene un concerto di Lucio Dalla.

## Televisione
Quelli del Teatro Tenda, (Rai, 18 e 25 novembre 1991), a cura di Marco Mattolini e Carlo Molfese. Con la partecipazione di Paolo Panelli. Un programma in due puntate che rievoca le stagioni del Tenda con ampio uso dei filmati di repertorio tratti dagli spettacoli ripresi dalla Rai negli anni di attività del teatro. Il brano della sigla finale, Ti ricordi il teatro?, è interpretato da Athina Cenci.